# فيسنتي كالديرون (مبارز بالسيف)
فيسنتي كالديرون (بالإسبانية: Vicente Calderón)‏ هو مبارز بالسيف مكسيكي، ولد في 15 ديسمبر 1948 في مدينة مكسيكو في المكسيك.

## وصلات خارجية
- فيسنتي كالديرون على موقع أوليمبيديا (الإنجليزية)